# Bryan Staring
Bryan Staring (Perth, Australia, 1 de junio de 1987) es un piloto australiano de motociclismo.

## Biografía
En 2004 disputa una prueba del campeonato de motociclismo en 125cc como invitado al GP de Australia, llegando el 29.º.
En 2008 corre una carrera del mundial de Supersport sustituyendo a William De Angelis pilotando una Honda CBR600RR y quedando el 22.º en la carrera.
En 2009 compite en el campeonato australiano Supersport y en 2010 en el australiano de Superbikes.
Tanto en 2011 como en 2012 consigue una invitación para el campeonato mundial de Superbikes en el GP de Australia. Además, en 2012 compite en el campeonato de  Superstock 1000 FIM Cup 2012 con la Kawasaki ZX-10R, terminando en la general 4.º tras ganar 3 grandes premios, Aragón, Brno y Portimao.
En 2013 pasó a la categoría de MotoGP de la mano de Gresini, compitiendo también para el campeonato de la CRT, llevando al manillar de una FTR Honda. Su mejor resultado fue la 14.ª posición obtenida en el Gran Premio de Cataluña de 2013, donde anotó sus únicos puntos en el Campeonato del mundo de Motociclismo.
En 2014 volvió al mundial de Superbikes, llevando al manillar de una Kawasaki, donde pudo anotar puntos en varias carreras.
Entre el 2015 y 2016, volvió al Campeonato de Superstock 1000 FIM Cup, anotando puntos en bastantes carreras y logrando 1 podio en el Gran Premio de Alemania de 2016. Durante estos años, estuvo compitiendo para una Kawasaki.
Para el Gran Premio de Australia de 2018, compitió en la cilindrada de Moto2 sustituyendo al neerlandés Bo Bendsneyder en el Tech3, que este último, estuvo lesionado. En la carrera, finalizó en 21.ª posición y sin obtener puntos.
Actualmente compite para una Yamaha en el ASBK. Staring está vinculado en el ASBK desde hace bastante tiempo.

## Resultados en el Campeonato del Mundo
Sistema de puntuación de 1993 hasta 2022:
| Posición | 1.º | 2.º | 3.º | 4.º | 5.º | 6.º | 7.º | 8.º | 9.º | 10.º | 11.º | 12.º | 13.º | 14.º | 15.º |
| Puntos   | 25  | 20  | 16  | 13  | 11  | 10  | 9   | 8   | 7   | 6    | 5    | 4    | 3    | 2    | 1    |

(Carreras en negrita indica pole position, carreras en cursiva indica vuelta rápida)

### Por temporada
| Año  | Cat.    | Moto      | Carreras | Victorias | Podiums | Pole | Pts. | Pos. |
| ---- | ------- | --------- | -------- | --------- | ------- | ---- | ---- | ---- |
| 2004 | 125cc   | Honda     | 1        | 0         | 0       | 0    | 0    | NC   |
| 2013 | Moto GP | FTR Honda | 18       | 0         | 0       | 0    | 2    | 26   |
| 2018 | Moto2   | Tech3     | 1        | 0         | 0       | 0    | 0    | NC   |